# Pedro Paterno

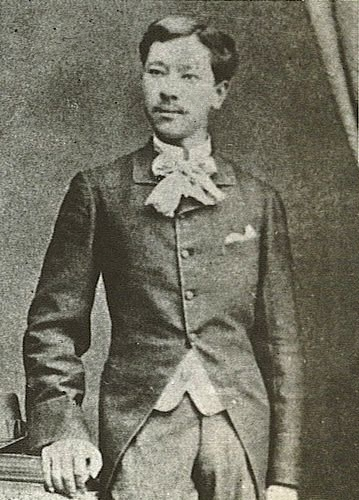
Predro Paterno

Pedro Alejandro Paterno y de Vera-Ignacio, auch Pedro Alejandro Paterno y Debera Ignacio (* 27. Februar 1857 in Manila; † 26. April 1911 in Manila) war ein philippinischer Politiker, Unabhängigkeits-Aktivist, Mitglied des Katipunan und bedeutender philippinischer Schriftsteller.
Pedro Paterno studierte an der Ateneo de Manila University und später an der Universität Salamanca, machte jedoch seinen Abschluss in den Rechtswissenschaften an der Universität Complutense in Madrid, Spanien.
In dieser Zeit wurde er zu einem bedeutenden Mitglied der Propagandabewegung junger philippinischer Studenten in Europa.
Während der philippinischen Revolution rief er zusammen mit Emilio Aguinaldo die erste provisorische philippinische Republik in den Höhlen von Biak-na-Bato aus, der Republik von Biak-na-Bato 1897, und wurde später zum Verhandlungsführer der zum Pakt von Biak-na-Bato führte. Seinen politischen Höhepunkt erreichte Pedro Paterno, als er der stellvertretende Premierminister der ersten philippinischen Republik wurde (7. Mai 1899 bis 13. November 1899). Er wurde im April 1900 gefangen genommen und erhielt im Juli eine Amnestie, woraufhin er mit der Schurman-Kommission zusammenarbeitete, was ihm bis heute den Vorwurf der Kollaboration einbrachte. Im Dezember gründete er zusammen mit Cayetano Arellano, Benito Legarda, Trinidad Pardo de Tavera und Florentino Torres die konservative politische Partei Partido Federal. Von 1907 an war er Abgeordneter in der Philippinischen Versammlung. 
Als Schriftsteller veröffentlichte mit Sampaguita y Poesias Varias die erste Sammlung von philippinischen Gedichten im Jahre 1880 in Spanien. Mit Ninay veröffentlichte er 1885 den ersten bekannten Roman der von einem gebürtigen Filippino verfasst wurde. Er veröffentlichte 1908 The pact of Biyak-na-Bato: and, Ninay und fasste die Geschehnisse der Jahre des gescheiterten Unabhängigkeitskampfes zusammen. In den Büchern La antigua civilización tagálog (apuntes) (1915) und El cristianismo en la antigua civilización tagálog (1892) versuchte er die Geschichte des Volkes der Tagalog und der Philippinen darzustellen.